# Seoul E-Prix
Der Seoul E-Prix ist ein Automobilrennen der FIA-Formel-E-Weltmeisterschaft in Seoul, Südkorea. Es wurde erstmals 2022 ausgetragen. Seoul ist die 26. Stadt, in der ein Formel-E-Rennen stattfand.

## Geschichte
Der Seoul E-Prix wird auf einer eigens errichteten temporären Rennstrecke im Stadtteil Songpa-gu durchgeführt. Die Strecke führt dabei durch den Seoul Sports Complex, unter anderem auch durch das Olympiastadion Seoul.

## Ergebnisse
| Auflage | Jahr    | Strecke                    | Sieger                                 | Zweiter                                        | Dritter                                    | Pole-Position                         | Schnellste Runde                           |
| ------- | ------- | -------------------------- | -------------------------------------- | ---------------------------------------------- | ------------------------------------------ | ------------------------------------- | ------------------------------------------ |
| 1.1     | 2021/22 | Formel-E-Rennstrecke Seoul | Mitch Evans (Jaguar TCS Racing)        | Oliver Rowland (Mahindra Racing)               | Lucas di Grassi (ROKiT Venturi Racing)     | Oliver Rowland (Mahindra Racing)      | Jake Dennis (Avalanche Andretti Formula E) |
| 1.2     | 2021/22 | Formel-E-Rennstrecke Seoul | Edoardo Mortara (ROKiT Venturi Racing) | Stoffel Vandoorne (Mercedes-EQ Formula E Team) | Jake Dennis (Avalanche Andretti Formula E) | António Félix da Costa (DS Techeetah) | Nick Cassidy (Envision Racing)             |